# إل كامبيلو (بلد الوليد)
إل كامبيلو (بالإسبانية: El Campillo)‏ هي قرية في بلد الوليد، قشتالة وليون، إسبانيا. تغطي البلدية مساحة 32.84 كيلومتر مربع (12.68 ميل مربع) واعتبارًا من عام 2011 كان عدد سكانها 231 نسمة.